# Forest Hills (Caroline du Nord)
Pour les articles homonymes, voir Forest Hills.
Forest Hills est une ville américaine située dans le comté de Jackson dans l'État de Caroline du Nord. En 2010, sa population était de 365 habitants.

## Démographie
| 2000 | 2010 | - | - | - | - |
| ---- | ---- | - | - | - | - |
| 330  | 365  | - | - | - | - |

## Source de la traduction
- (en) Cet article est partiellement ou en totalité issu de l’article de Wikipédia en anglais intitulé « Forest Hills, North Carolina » (voir la liste des auteurs).